# Reptació
La reptació, també anomenada creep per alguns geòlegs, és un tipus de corriment, provocat per la inestabilitat d'un talús i la gravetat.

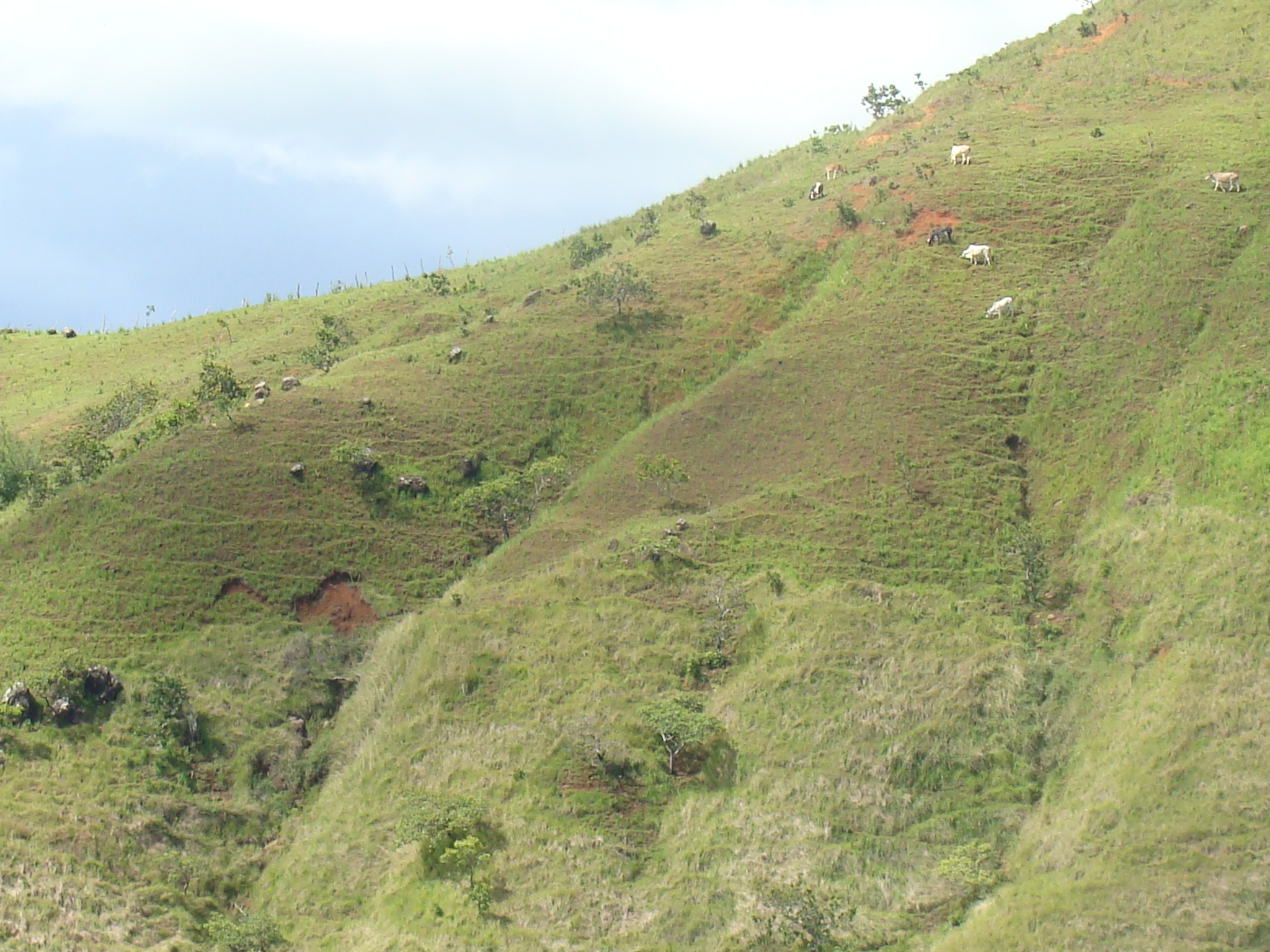
Vessants argiloses amb un clar procés de reptació accelerat pel sobrepasturatge de bestiar boví en els vessants meridionals de la Serranía de l'Interior (Veneçuela), a uns 25 km a l'oest de Sant Joan dels Morros, a l'estat de Guárico.

## Descripció
És un moviment molt lent que es dona en capes superiors de vessants argiloses, d'entorn de 50 centímetres de gruix o menys. Està relacionat amb processos de variació d'humitat estacionals, ja que l'aigua afavoreix aquest fenomen actuant com lubricant més de l'augment del pes consegüent.
Es manifesten en forma de petites ondulacions, una mena de petites  terracillas , i solen ser signe d'una possible futura inestabilitat generalitzada. La velocitat de baixada és major en la superfície qual cosa origina la formació d'ondulacions perpendiculars a la línia del pendent, procés similar a la formació d'onades de translació a la costa (també aquí la velocitat és major en la cresta). Es manifesten en forma de petites ondulacions, i solen ser signe d'una possible futura inestabilitat generalitzada. Un factor que contribueix a la reptació és l'expansió i contracció alternants del material de superfície causades per la congelació i desgel o per humectació i sequedat posterior. La congelació o la humectació eleven les partícules segons un angle recte respecte al pendent, i el desglaç o la sequera permeten que les partícules tornin a caure a un nivell lleugerament inferior. Qualsevol cosa que alteri el sòl, com l'impacte de les gotes de pluja i les pertorbacions provocades per les arrels de les plantes i els animals de cau, ajuden a la reptació.

## Meteorització i erosió
La reptació és un fenomen típic de meteorització, ja que els materials involucrats solen alterar  in situ  o amb un lleuger desplaçament per gravetat. No obstant això, també pot desencadenar processos erosius en pendent, com pot veure's en un corriment de terra que apareix a la imatge i que, en alguns casos, pot arribar a ser molt violent i fins catastròfic, formant grans esllavissades.
Tres són els mecanismes que desencadenen la reptació: la temperatura, l'aigua i els éssers vius. Les variacions de temperatura i humitat semblen suficients, pel mecanisme d'inflament i retractació a escala mil·limètrica. Quan la massa de detritus està amarada d'aigua el cicle de gel-desgel posa en marxa aquest procés de manera particularment eficaç. Si aquest cicle té lloc en les capes superfícies de lliscament es diu crioturbació. Però hi ha un altre mecanisme que consisteix en la formació, a terra, d'agulles de gel (pipkrakes) en l'extrem es troben petits fragments. En desgelar, aquests fragments cauen, desplaçant. També els éssers vius, i particularment les arrels de les plantes, els animals excavadors i fins i tot el pas de grans animals, poden provocar petits desplaçaments de partícules, a la llarga molt importants. Les petjades del bestiar major (boví, principalment) deixen en el pendent dels vessants una sèrie de petits senders que en francès reben el nom de  pieds de Vache , i que contribueixen, per una banda, a compactar el sòl de manera horitzontal, és a dir, en el sentit de les corbes de nivell o els senders utilitzats pel bestiar, i de l'altra, a debilitar el pendent durant les pluges molt intenses, tant pel sobrepasturatge com per la petita remoció de terra amb les seves petjades, el que incrementa la reptació.